# Persoonia juniperina
Persoonia juniperina är en tvåhjärtbladig växtart som beskrevs av Jacques-Julien Houtou de La Billardière. Persoonia juniperina ingår i släktet Persoonia och familjen Proteaceae. Utöver nominatformen finns också underarten P. j. mollis.